# Micae Dương Minh Chương
Micae Dương Minh Chương (1 tháng 12 năm 1945 - 3 tháng 1 năm 2019; tiếng Trung: 楊鳴章; tiếng Anh: Michael Yeung Ming-cheung) là một giám mục của Giáo hội Công giáo Rôma. Ông giữ chức vụ Giám mục chính tòa Giáo phận Hồng Kông từ tháng 12 năm 2017 cho đến khi qua đời ngày 3 tháng 1 năm 2019.

## Tiểu sử
Giám mục Micae Dương Minh Chương sinh ngày 1 tháng 12 năm 1945 hoặc 1 tháng 12 năm 1946 tại Thượng Hải, Trung Quốc. Gia đình ông quyết định chuyển đến sinh sống tại vùng đất Hồng Kông, năm đó, cậu bé Chương mới được bốn tuổi.
Những năm tháng tuổi trẻ, chàng Chương làm việc trong một công ty xuất nhập khẩu. Anh gia nhập Chủng viện Hồng Kông năm 26 tuổi (1971). Sau thời gian tu tập, Phó tế Dương Minh Chương được truyền chức linh mục vào ngày 10 tháng 6 năm 1978. Linh mục Chương đi du học tại Hoa Kỳ và tốt nghiệp với các văn bằng: Bằng nghiên cứu về truyền thông tại Đại học Syracuse, Hoa Kỳ; Văn bằng triết học và giáo dục tại Đại học Harvard, Hoa Kỳ. Tháng 8 năm 2003, linh mục Micae được chọn làm làm Giám đốc Caritas. Ông thăng tiến trong đời sống linh mục, được bổ nhiệm giữ chức vụ Tổng Đại diện Giáo phận Hồng Kông kể từ năm 2009.
Ngày 11 tháng 7 năm 2014, Tòa Thánh bổ nhiệm linh mục Micae Dương Minh Chương, hiện là Tổng Đại diện Giáo phận Hồng Kông, làm Giám mục Hiệu tòa Mons in Numidia, Phụ tá Giáo phận Hồng Kông. Ngày 30 tháng 8 năm 2014, tân giám mục được tấn phong, bởi giám mục chủ phong, bởi Hồng y Gioan Thang Hán, Giám mục chính tòa Hồng Kông, phụ phong có Hồng y Giuse Trần Nhật Quân, nguyên Giám mục chính tòa Hồng Kông, và Tổng giám mục Savio Hàn Đại Huy, S.D.B, thư kí Thánh Bộ Phát triển con người. Cùng đợt bổ nhiệm và Tấn phong này còn có hai Tân giám mục Phụ tá Giáo phận Hồng Kông khác là Stêphanô Lý Bân Sinh và Giuse Hạ Chí Thành.
Ngày 13 tháng 11 năm 2016, Giáo hoàng quyết định bổ nhiệm Giám mục Phụ tá Chương làm Giám mục Phó Giáo phận Hồng Kông. Ngày 1 tháng 8 năm 2017, Hồng y Thang Hán về hưu, Giám mục Chương chính thức lên làm Giám mục chính tòa Hồng Kông. Lễ nhậm chức diễn ra ngay sau đó vào ngày 5 tháng 8.
Tháng 6 năm 2018, trong chuyến đi Ad Limina, ông yêu cầu từ chức để hoạt động trong lĩnh vực nhân đạo là Caritas. Ngày 27 tháng 12 năm 2018, Giám mục Dương nhập bệnh viện Canossa. Ông qua đời vì xơ gan, tuy vài năm trước đó ông mắc ung thư.